# Psota Irén-díj
A Psota Irén-díj alapítványi kitüntetés, amelyet 2016-ban alapított Almási Éva, a nemzet színésze. A díjat Psota Irén tiszteletére annak a színpadi sokszínűségét és tehetségét bizonyító színésznőnek ítélik oda, akinek kiemelkedő képessége Psota örökségéhez méltónak bizonyult.
A kuratórium tagjai: Almási Éva, Törőcsik Mari, dr. Hazai Kinga, Ungvári Tamás, dr. Lantos Endre, dr. Langer János, később Hegedűs D. Géza és Básti Juli bekerült a kuratórium tagjai közé.
Az első díjátadó gálát a Madách Színházban 2017. március 24-én rendezték, amelyen több neves színművész fellépett, többek között Csákányi Eszter, Dunai Tamás, Eszenyi Enikő, Für Anikó, Haumann Péter, Hirtling István, Jávori Ferenc, Lőte Attila, Lukács Sándor, Müller Péter, Szakály György, Szerednyey Béla, Törőcsik Mari és Ungvári Tamás.

## Díjazottak
- 2025 – Csákányi Eszter, az Örkény Színház tagja[4]
- 2024 – Kiss Mari, a szombathelyi Weöres Sándor Színház örökös tagja[5]
- 2023 – Szirtes Ági, a Katona József Színház tagja[2]
- 2022 – Molnár Piroska, a Thália Színház tagja[6]
- 2021 – Takács Kati, a Budaörsi Latinovits Színház tagja[7]
- 2020 – nem adták át
- 2019 – Für Anikó, az Örkény Színház tagja[8]
- 2018 – Hernádi Judit[9]
- 2017 – Hegyi Barbara, Vígszínház[10]